# (26935) Vireday
(26935) Vireday (1997 EE46) – planetoida z grupy pasa głównego asteroid okrążająca Słońce w ciągu 3,51 lat w średniej odległości 2,31 j.a. Odkryta 15 marca 1997 roku.